# Tiengen
Tiengen es un barrio en el oeste de Friburgo de Brisgovia en Baden-Wurtemberg, Alemania. Está ubicado al este del Tuniberg central. Desde el 1 de enero de 1973 pertenece a Friburgo, pero todavía tiene su administración local propia.

## Casa del Tuniberg
La Casa del Tuniberg en la entrada de la aldea fue construida en 1990 como centro cultural para los ciudadanos de Tiengen. Es también el sitio donde tiene lugar la Feria del Vino de Tiengen.

## Enlaces
- Wikimedia Commons alberga una categoría multimedia sobre Tiengen.
- Páginas Badenses: Vistas de Tiengen